# クラウニンシールド家
クラウニンシールド家（Crowninshield family） は、アメリカ合衆国の海運・政治・軍事でリーダーシップを発揮した著名な家柄である。文学の世界においてもその名が登場する。
クラウニンシールド家は17世紀末にドイツからアメリカ大陸への移民であるドイツ系を起源とし、入植時にはリヒター・フォン・クローネンシルト (Richter von Kronenschildt) と呼ばれていた。その後、クローネンシルト (Kronenschildt) がクラウニンシールド (Crowninshield) として英語風に改姓し、同時にイングランド人の血筋も引いている。
- アレント・クラウニンシールド (Arent Crowninshield, 1843-1908) - 海軍提督。ジェイコブの孫。
- ベンジャミン・ウィリアムズ・クラウニンシールド (Benjamin Williams Crowninshield, 1772-1851) - アメリカ合衆国海軍長官。
- ジョージ・クラウニンシールド (George Crowninshield) - 海の冒険家とされる
- ジェイコブ・クラウニンシールド (Jacob Crowninshield, 1770-1808) - アメリカ合衆国下院議員。ベンジャミンの兄。
- フランク・クラウニンシールド (Frank Crowninshield, 1872-1947) - 雑誌 Vanity Fair の設立者、編集者。